# Stefan Klemp
Stefan Klemp (* 1964) ist ein deutscher Historiker und Journalist mit dem Spezialgebiet Ordnungspolizei während der NS-Zeit und Nachkriegsjustiz.
Stefan Klemp studierte Neue Geschichte, Politikwissenschaft und Soziologie in Münster und promovierte mit der Schrift „Richtige Nazis hat es hier nicht gegeben“. Nationalsozialismus in einer Kleinstadt am Rande des Ruhrgebiets. Er arbeitet für die Mahn- und Gedenkstätte Steinwache in Dortmund, schrieb als Volontär und Redakteur für die Westfälische Rundschau und arbeitete als freier Journalist, Autor und Historiker. Zudem war er für die Villa ten Hompel und für das Simon Wiesenthal Center tätig.

## Publikationen
- „Richtige Nazis hat es hier nicht gegeben“. Nationalsozialismus in einer Kleinstadt am Rande des Ruhrgebiets. Lit, Münster 1997, ISBN 3-8258-3324-0 (Dissertation, Universität Münster, 1997); 2., völlig überarbeitete Auflage: „Richtige Nazis hat es hier nicht gegeben“: Eine Stadt, eine Firma, der vergessene mächtigste Wirtschaftsführer und Auschwitz. Lit, Münster 2000, ISBN 3-8258-4604-0.
- Freispruch für das „Mord-Bataillon“. Die NS-Ordnungspolizei und die Nachkriegsjustiz. Lit, Münster 1998, ISBN 3-8258-3994-X.
- „Nicht ermittelt“. Polizeibataillone und die Nachkriegsjustiz. Ein Handbuch. Klartext, Essen 2005; 2., erweiterte und überarbeitete Auflage. 2011, ISBN 978-3-8375-0663-1; 3. korrigierte, erweiterte und überarbeitete Auflage. Metropol, Berlin 2022, ISBN 978-3-86331-588-7.
- KZ-Arzt Aribert Heim. Die Geschichte einer Fahndung. Prospero, Münster/ Berlin 2010, ISBN 978-3-941688-09-4.
- „Rücksichtslos ausgemerzt“. Die Ordnungspolizei und das Massaker von Lidice (= Villa ten Hompel aktuell. Bd. 17). Geschichtsort Villa ten Hompel, Münster 2012, ISBN 978-3-935811-14-9.[1]
- Vernichtung. Die deutsche Ordnungspolizei und der Judenmord in Warschau 1940–1943. Prospero, Münster 2013, ISBN 978-3-941688-42-1.
- „Aktion Erntefest“: Mit Musik in den Tod. Rekonstruktion eines Massenmords. (Villa ten Hompel aktuell, 19). Münster 2013, ISBN 978-3-935811-16-0.
- mit Martin Hölzl: Die Neufassung des § 1a Bundesversorgungsgesetz (BVG): Streichung von Kriegsopferrenten für NS-Täter – Schlussbericht. Herausgegeben vom Bundesministerium für Arbeit und Soziales, Forschungsbericht 472, Bonn 2016, ISSN 0174-4992.